# Weickersdorf
Weickersdorf (hornolužickosrbsky Wukranćicy) je vesnice, místní část velkého okresního města Bischofswerda v německé spolkové zemi Sasko. Nachází se v zemském okrese Budyšín v Horní Lužici a má 282 obyvatel.

## Historie
Weickersdorf byl založen ve středověku jako lesní lánová ves. První písemná zmínka pochází z doby kolem roku 1226, kdy je ves zmíněna jako Uikerisdorf. V roce 1977 byla do té doby samostatná obec připojena ke Goldbachu, spolu s ním roku 1994 ke Großdrebnitz a nakonec roku 1996 k Bischofswerdě.

## Geografie
Weickersdorf leží jihozápadně od jádra Bischofswerdy. Vesnice se táhne údolím potoka Weickersdorfer Bach, který severně od Kleindrebnitz ústí zprava do potoka Großdrebnitzer Bach. Severní částí vsi prochází železniční trať Görlitz–Drážďany, na které leží železniční zastávka Weickersdorf.